# Eura
Eura ist eine Gemeinde mit 11.276 Einwohnern (Stand 31. Dezember 2022) im Westen Finnlands. Sie liegt in der Landschaft Satakunta am Fluss Eurajoki wenige Kilometer nördlich von dessen Ausfluss aus dem Pyhäjärvi-See.

## Ortsteile
Mit insgesamt rund 6.700 Einwohnern bilden die mittlerweile zusammengewachsenen Orte Eura und Kauttua das Gemeindezentrum. Daneben gehören zur Gemeinde die Kirchdörfer Hinnerjoki und Honkilahti sowie die Orte Auvainen, Haveri, Isovahe, Komoinen, Korpi, Lähteenoja, Lellainen, Löyttylä, Mannila, Mestilä, Mikkola, Naarjoki, Sorkkinen, Soupas, Turajärvi, Vaaljoki und Vähävahe.

## Geschichte
Eura und die Nachbargemeinde Lappi sind für zahlreiche archäologische Funde bekannt, die die reiche Frühgeschichte der Region bezeugen. Funde aus der Stein-, Bronze- und Eisenzeit werden im Museum Naurava Lohikäärme („Lachender Drache“) gezeigt, im Ort Mannila befindet sich ein Freilichtmuseum mit einem rekonstruierten eisenzeitlichen Dorf.
Eura besteht als eigenständiges Kirchspiel seit 1657. Der Ort entwickelte sich nach 1689, als Freiherr Lorenz Creuz eine Schmiede in Kauttu errichtete, zu einem Zentrum der finnischen Metallindustrie und blieb es bis zum frühen 20. Jahrhundert. Nach der Errichtung einer Papierfabrik des Konzerns Ahlström Oy 1907 wurde die holz- und papierverarbeitende Industrie zum bedeutendsten Wirtschaftszweig. 1970 wurden die Gemeinden Hinnerjoki und Honkilahti eingemeindet. Zum Jahresbeginn 2009 folgte Kiukainen eingemeindet.

## Kulturdenkmale
Die einschiffige Backsteinkirche von Eura wurde 1898 nach Plänen von Josef Stenbäck erbaut, die Holzkirchen von Hinnerjoki und Honkilahti 1755 respektive 1759. Von architektonischem Interesse sind weiterhin einige Bauten von Alvar Aalto im Gemeindezentrum.

## Städtepartnerschaften
- Harku, Estland
- Askersund, Schweden

## Persönlichkeiten
- Carl Reinhold Sahlberg (1779–1860), Naturwissenschaftler
- Tuija Helander (* 1961), Leichtathletin
- Darude (* 1975), DJ
- Elias Valtonen (* 1999), Basketballspieler

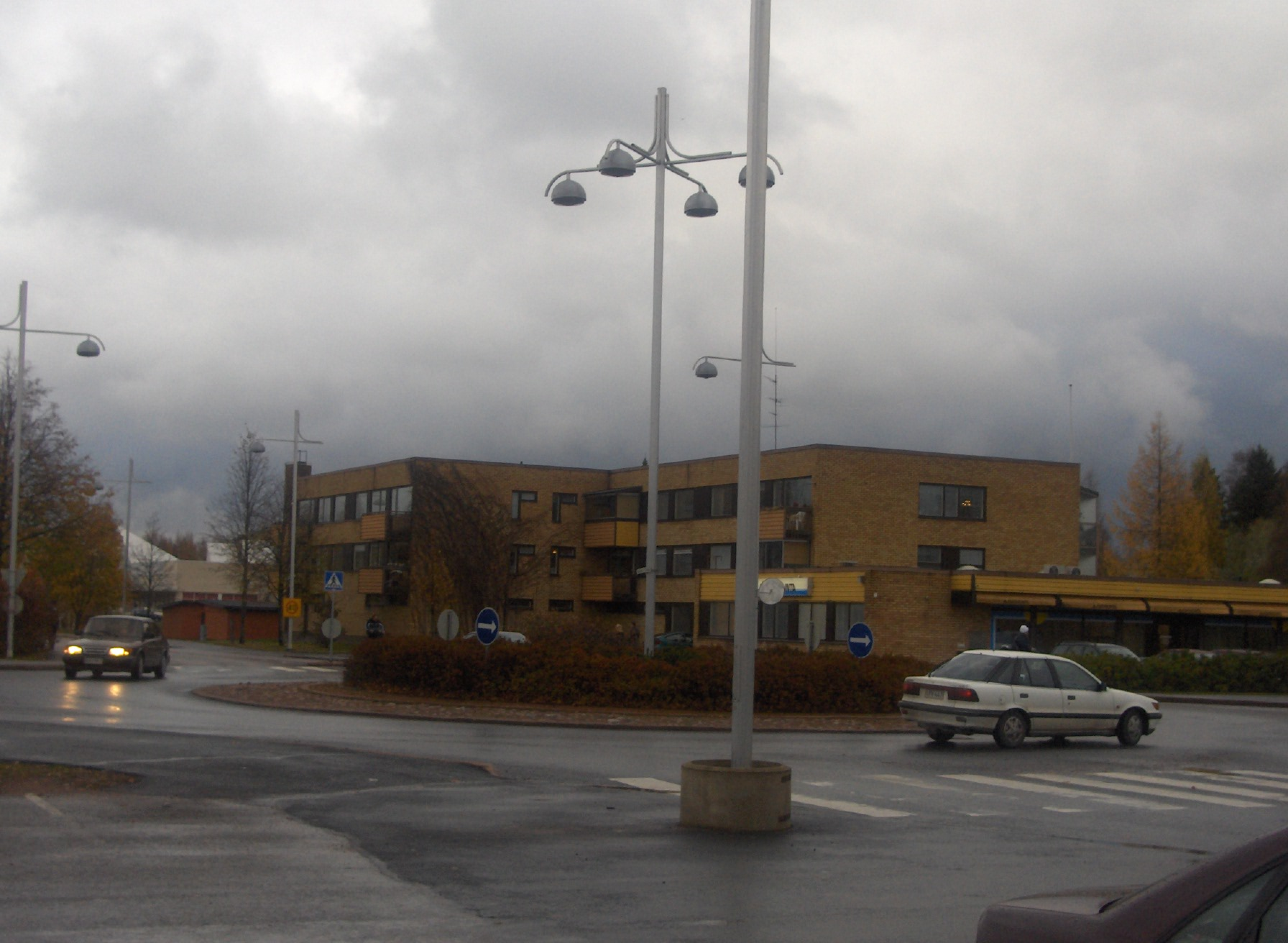
Stadtzentrum [sic]
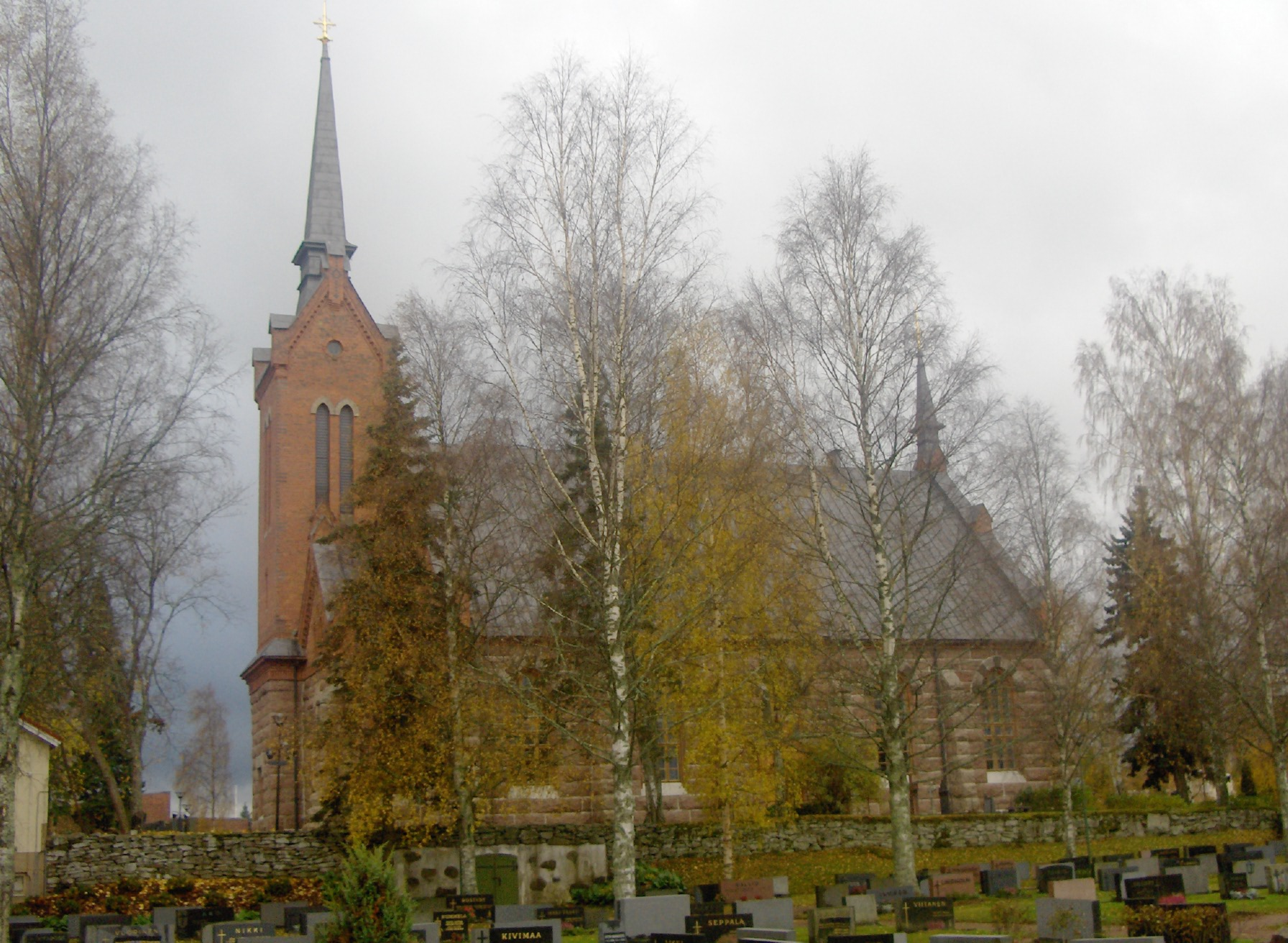
Die Pfarrkirche von Eura (1898)
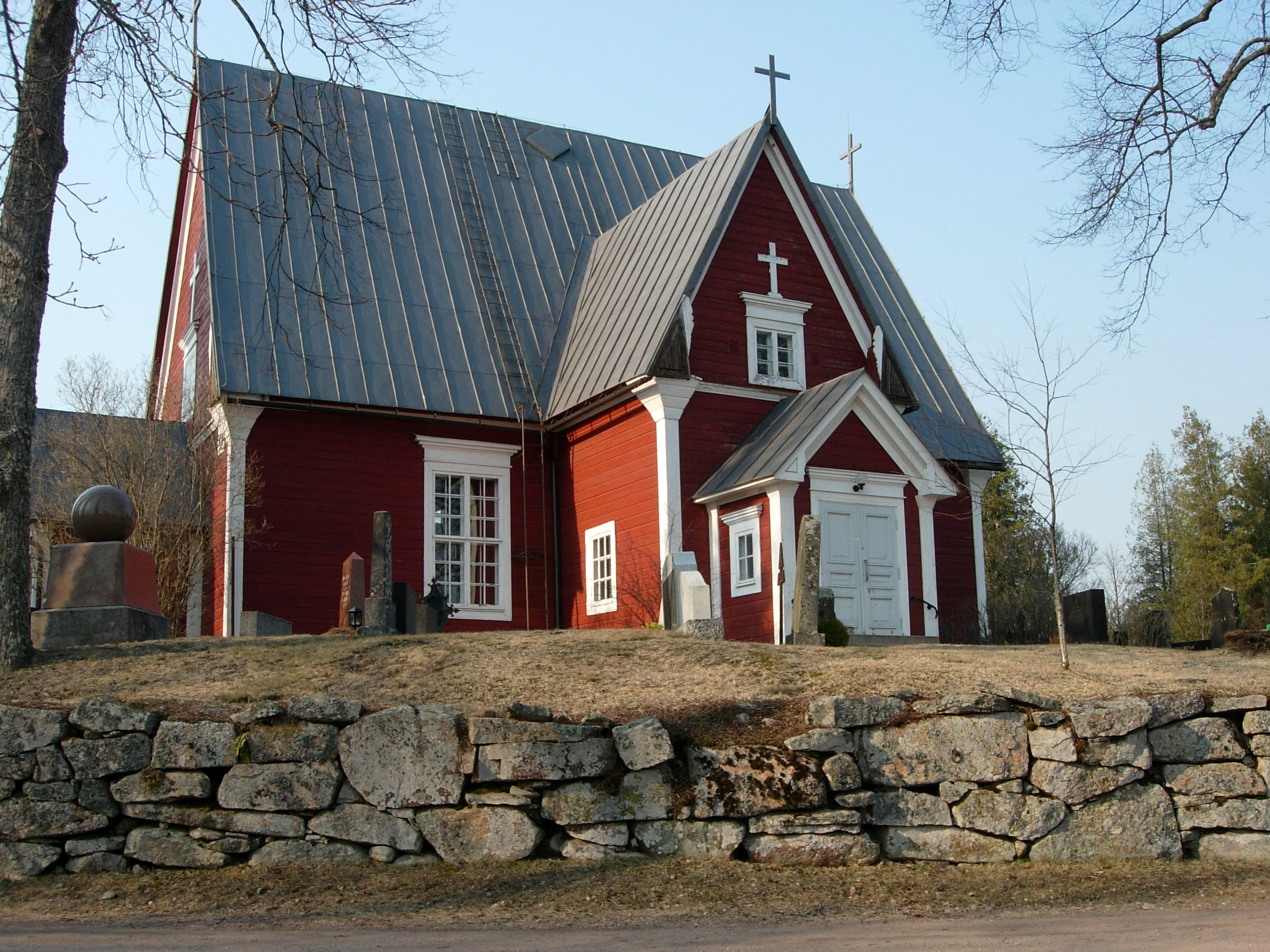
Die Holzkirche von Honkilahti (1759)
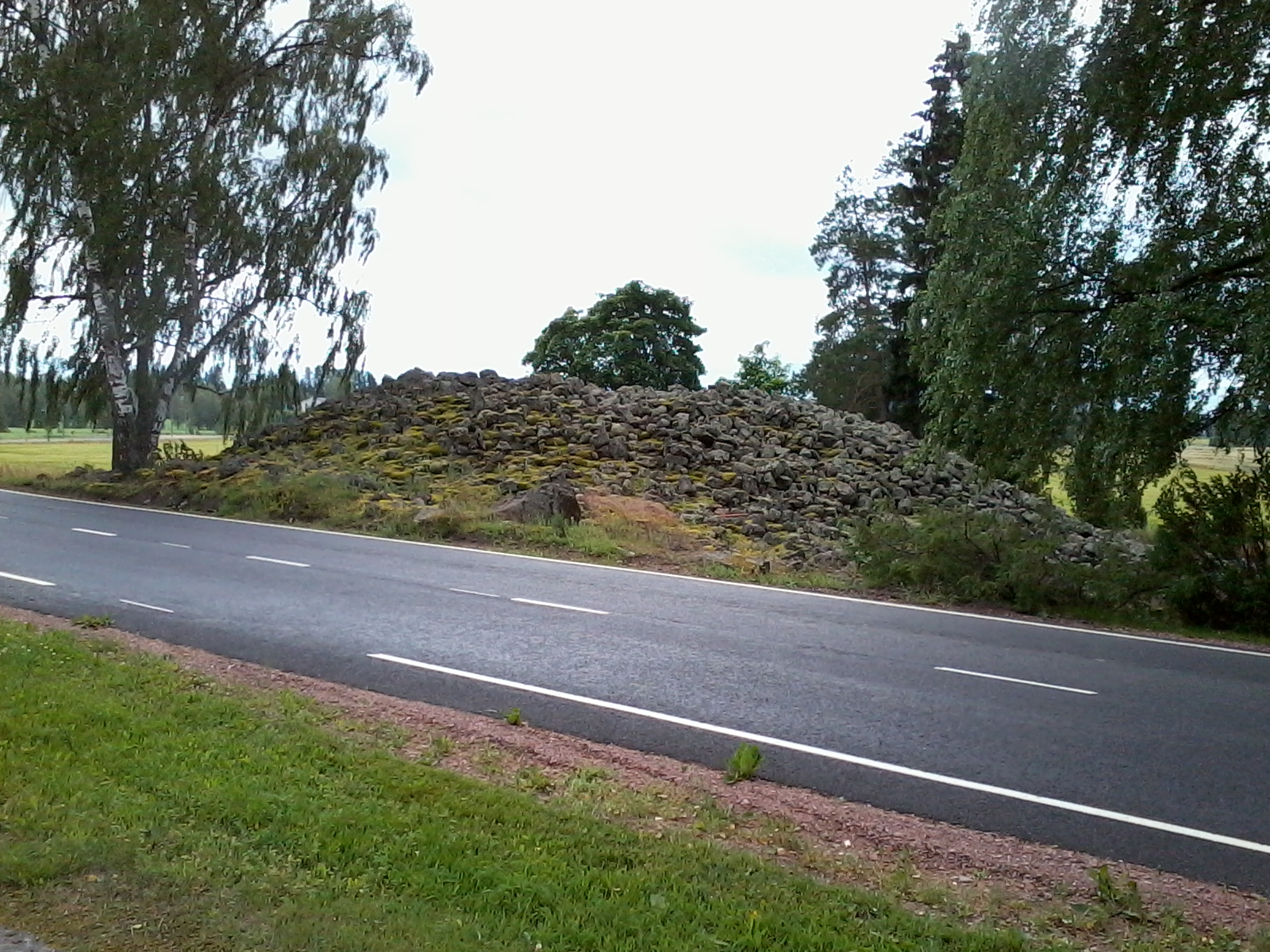
Königsgrab